# Assassinatos em Passione
Passione é uma telenovela brasileira que foi produzida e exibida pela Rede Globo entre 17 de maio de 2010 e 14 de janeiro de 2011. Escrita por Sílvio de Abreu, e com direção-geral de Carlos Araújo e Luiz Henrique Rios, direção de Allan Fiterman, Natalia Grimberg e André Câmara e direção de núcleo de Denise Saraceni, foi a 73ª "novela das oito" da emissora, substituindo Viver a Vida sob grande expectativa e antecedendo Insensato Coração. 
Bete Gouveia, interpretada por Fernanda Montenegro, é tida pelo autor como "o eixo" de uma história onde todos os personagens se mostram interligados, e o título da telenovela, "Paixão" em italiano, é uma referência a um dos temas abordados: o sentimento desmedido que o personagem "Totó", interpretado por Tony Ramos desenvolve por Clara - a primeira vilã interpretada pela atriz Mariana Ximenes - e que eventualmente o leva à ruína.
Dividida em duas fases distintas, a trama passou a ter, a partir do capítulo 127, com o assassinato do personagem Saulo Gouveia, um foco investigativo. A morte de personagens passou a ser uma ocorrência constante, atingindo inclusive os protagonistas da história.

## Mortes
| # | Vítima            | Causa da morte        | Exibição                   | Audiência |
| --- | ----------------- | --------------------- | -------------------------- | --------- |
| 1 | "Eugênio Gouveia" | Envenenamento         | 17 de maio de 2010         | 37        |
| Saulo queria ficar com a presidência da Metalúrgica então colocou Clara para cuidar de seu pai para quando ele for envenenar seu pai não ter nenhum problema. Foi envenenado na casa dos Gouveia, desmaiando no chão. |                   |                       |                            |           |
| 127 | "Saulo Gouveia"   | Esfaqueamento         | 11 de outubro de 2010      | 42        |
| Saulo é encontrado morto num quarto de hotel. Somente no último capítulo é revelado que foi Clara a responsável, como vingança por ter sido abusada sexualmente por ele quando criança. Enquanto Saulo tomava banho, Clara escondeu um facão de cozinha em dois travesseiros, colocou-os entre as pernas e pediu a Saulo que pulasse sobre eles, lembrando de como ele costumava pedir a ela que fizesse quando era criança. |                   |                       |                            |           |
| 145 | "Noronha"         | Baleado               | 30 de outubro de 2010      | 28        |
| Mauro quis se proteger de Noronha, pois Noronha estava ameaçando atirar em Mauro. Mauro o matou sem querer. |                   |                       |                            |           |
| 169 | "Myrna"           | Despencou do elevador | 29 de novembro de 2010     | 38        |
| Myrna descobriu que foi Fred que desviou todo o dinheiro da empresa - e ele sabotou o elevador da Metalúrgica para que ele caísse no poço do mesmo. |                   |                       |                            |           |
| 188 | "Diana"           | Hemorragia            | 20 de dezembro de 2010     | 43        |
| Sofreu complicações no parto. |                   |                       |                            |           |
| 194 | "Totó"            | Baleado               | 27 de dezembro de 2010     | 46        |
| Clara queria Totó morto por causa de seu dinheiro. Levou dois tiros que segundo Diogo, pode matar uma pessoa, pois a bala explode no corpo da vítima. Mas depois é descoberto que Totó não morreu e que Diogo sempre esteve ao lado de Totó. |                   |                       |                            |           |
| 208–209 | "Clara/Edneia"    | Acidente de carro     | 13 e 14 de janeiro de 2011 | 50        |
| Clara tenta fugir da polícia ao sair da cidade e sequestrou Edneia para matá-la e usa o corpo de Ednéia para se passar por morta. O carro de Clara cai de um penhasco e na queda, ele explode, tirando a vida de Ednéia. Clara salta antes da queda do carro e sobrevive. |                   |                       |                            |           |

## Repercussão

### Impacto na audiência
Durante a sua primeira semana, a telenovela alcançou, em seu primeiro capítulo, uma média de 37 pontos, com picos de 40, segundo dados do Ibope.
A média geral da novela, até o fim de sua décima-quinta semana de exibição, era de 33 pontos na Grande São Paulo.  Em 21 de setembro a telenovela bateu seu recorde de audiência na Grande São Paulo: 38 pontos de média, e share de 63%, segundo dados consolidados do Ibope. Em 4 de outubro, esse recorde anterior de audiência foi superado, com a produção atingindo pela primeira vez 40 pontos de audiência. A morte da personagem Diana, interpretada por Carolina Dieckmann, em 20 de dezembro, registrou recorde de audiência na telenovela: 43 pontos no Ibope, com picos de 46 pontos, superando todas as médias anteriores. Em 27 de dezembro de 2010, uma segunda-feira, com a morte do personagem-principal, Totó, a audiência mais uma vez é superada: desta vez, são 46 pontos no Ibope e 63% de share.

### Avaliação da crítica
Quando da exibição do assassinato da personagem Myrna, a jornalista Patrícia Kogut manifestou-se negativamente acerca da cena e das mudanças no personagem Fred, que careciam de um mínimo de realismo ou credibilidade: "Como acreditar que Fred, apresentado nos primeiros capítulos como um tipo inculto que tropeçava no português, tenha se tornado um MacGyver de uma hora para outra? Como acreditar que ele, um 171 de subúrbio, tenha planejado um golpe envolvendo bancos suíços? Como acreditar que ele, que, pelo relato da mãe, teve uma educação péssima, fale agora inglês fluente?". A causa da manifestação foi a falta de coerência na cena em que Fred, planejando assassinar a personagem Myrna, demonstrou conhecimento técnico inédito até então, sendo capaz de desligar o sistema de iluminação da empresa onde trabalhava, desarmar todo o sistema de segurança e sabotar um elevador usando apenas uma chave de fenda.